# Katendrecht

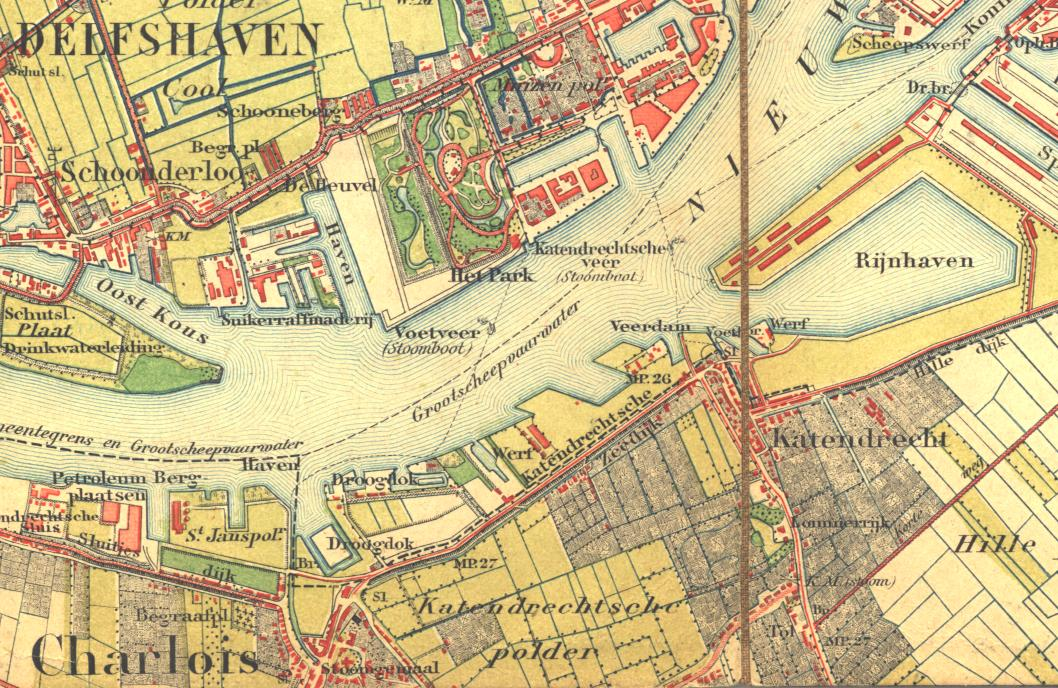
Katendrecht in 1889

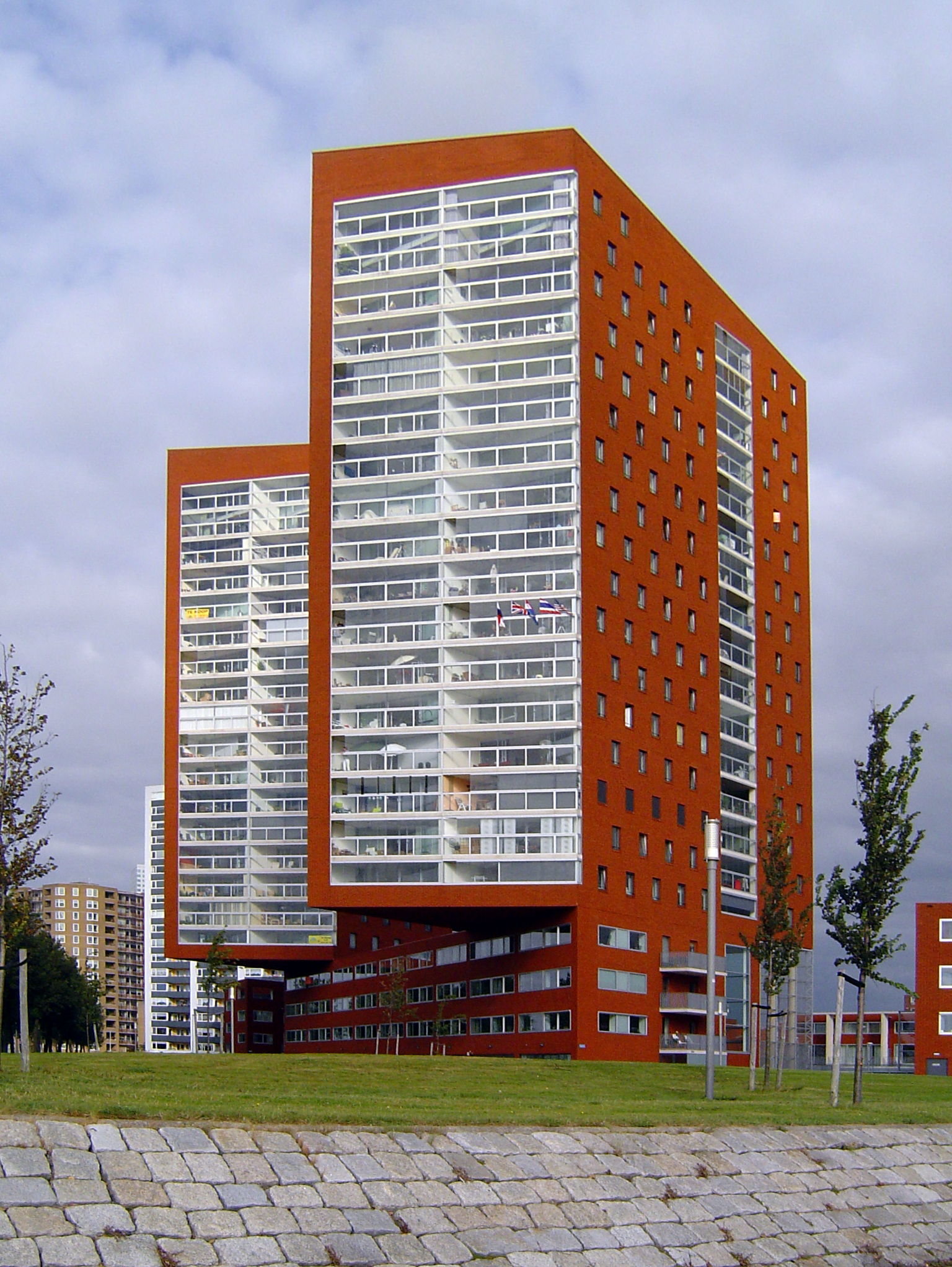
Nieuwbouw op Katendrecht

Katendrecht is een wijk op Rotterdam-Zuid en hoort bij het stadsdeel Feijenoord. Katendrecht is tevens een voormalig dorp en gemeente die bestond tot 1874. Het is als een schiereiland gelegen tussen de Rijnhaven en de Maashaven. De wijk heeft een oppervlakte van 1,18 km² met 6.685 inwoners. In de twintigste eeuw was het lange tijd de bekendste prostitutiebuurt van Rotterdam met veel uitgaansgelegenheden voor zeelieden. De bijnaam van de wijk is De Kaap.

## Geschiedenis
De naam Katendrecht komt voor het eerst voor als ambacht dat behoorde aan de heer van Putten in het jaar 1199. In 1375 gaf de hertog Albrecht van Beieren opdracht het land opnieuw te bedijken nadat het ambacht in de twee voorafgaande jaren als het gevolg van dijkdoorbraken overstroomde. In 1410 gaf Jacob van Putten, heer van Putten, een vergunning om een stuk uiterwaard te bedijken. Dit land staat later bekend onder de naam Jacob Potsland of Oud-Katendrecht. Het deel dat na een dijkdoorbraak in 1463 opnieuw wordt bedijkt wordt aangeduid als Nieuw-Katendrecht of Meester Arend van der Woudensland.
Vanaf 1811 vormde Katendrecht samen met Charlois één gemeente, van 1816 tot 1874 was het een zelfstandige gemeente, echter sinds 1850 met een gezamenlijke burgemeester, waarna het in 1874 weer met Charlois werd samengevoegd. In deze jaren was Katendrecht een relatief welvarend dorp, omringd door vruchtbare polders. Een deel van de Rotterdamse elite bracht er de zomermaanden door. Er was een belangrijke veerverbinding naar de Veerhaven aan de noordzijde van de Nieuwe Maas. In 1895 werd de gemeente Charlois en daarmee ook Katendrecht geannexeerd door de gemeente Rotterdam. De belangrijkste reden hiervoor is dat men de Rotterdamse haven wilde uitbreiden en daarvoor ruimte nodig had. In hetzelfde jaar kwam de Rijnhaven gereed en in 1898 werd begonnen met het graven van de Maashaven.
Voor de aanleg van de havens is het overgrote deel van Katendrecht afgebroken: ongeveer 700 huizen, boerderijen, enkele buitenplaatsen en de kerk werden gesloopt; ongeveer 3500 mensen moesten Katendrecht verlaten. Na voltooiing van de havens in 1911 was er van het landelijke dorp aan de rivier vrijwel niets meer over. Katendrecht was een schiereiland geworden tussen de Rijnhaven en Maashaven. Op het schiereiland bevonden zich spoorwegemplacementen, loodsen, silo's en goedkope arbeiderswoningen. In 1900 had Katendrecht een wereldprimeur met de eerste elektrische kolentip. Deze kolentip lag op het Tweede Katendrechtse Hoofd en is in de jaren 1940 gesloopt. Verder zeemanskroegen en zogenaamde boardinghuizen; huizen waar zeelui in afwachting van werk op een volgend schip verbleven. De wijk werd steeds meer een louche buurt waar werd gegokt, gestolen spullen geheeld en prostitutie bedreven.

## Chinezen
Voor de Tweede Wereldoorlog had, voornamelijk door de scheepvaart, Katendrecht de grootste Chinese gemeenschap van Europa. Vele Chinese migranten woonden hier in zeer eenvoudige kosthuizen. Ook waren er gelegenheden waar opium werd gebruikt. Na de Tweede Wereldoorlog begonnen voornamelijk Guangdongezen hier de eerste Chinese restaurants. In 2011 werd er stil gestaan bij honderd jaar Chinezen in Nederland door middel van het project China op de Kaap. Tegenwoordig is de Chinatown vrijwel verdwenen, er zijn nog slechts enkele Chinese winkels. De huidige Chinese buurt ligt in de binnenstad van Rotterdam. Ook kent Katendrecht tegenwoordig een Chinese kerk, die er al eerder was, maar nu terug is.

## Renovatie
De wijk was tot ver in de jaren tachtig vooral bekend als hoerenbuurt en Chinatown en heeft dat imago nog steeds bij veel Rotterdammers. Anno 2021 is Katendrecht de status van probleemwijk kwijt. Recente vernieuwingen hebben de wijk veranderd en de wijk wordt nog verder gerenoveerd. Oude huurwoningen worden opgeknapt en vervolgens verkocht. De veiligheidsindex van de gemeente Rotterdam toonde twee jaar achtereen dat Katendrecht tot de veiligste wijken van de stad gerekend kan worden. Het schiereiland heeft nu al een groene kade met een wandelpromenade, een aanlegplaats voor de watertaxi en enkele kunstwerken waaronder het beeld van Ketelbinkie. Er is een strandje waar een amfibiebus gebruik van kan maken om een rondvaart over de Maas te maken. Het passagiersschip SS Rotterdam ligt sinds augustus 2008 afgemeerd op de kop van Katendrecht en is een publiekstrekker. In 2015 en 2018 stond op de kade voor de SS Rotterdam een tijdelijk beachvolleybalstadion ter gelegenheid van het WK en EK beachvolleybal. Aan de Veerlaan is de Provimifabriek gevestigd, een diervoederindustrie. Het fabriekscomplex is, samen met de Codrico fabriek, een van de twee nog actieve havengerelateerde bedrijven in Katendrecht.
De nieuwe brug van Katendrecht naar Hotel New York, de Rijnhavenbrug, wordt in de volksmond 'Hoerenloper' genoemd; een verwijzing naar de vroegere rosse buurt. De brug landt op Katendrecht tussen de Fenixloodsen aan het Deliplein. In de zomer van 2007 was er sprake van om een kabelbaan van de Euromast naar Katendrecht te construeren, maar dit plan is niet uitgevoerd.

## Naam
Voor het eerste deel van de naam Katendrecht (soms ook wel Kattendrecht) bestaan drie theorieën:
- Het te maken hebben met een Zeeuws geslacht dat veel bezittingen in de buurt gehad zou hebben
- Het zou afgeleid zijn van de Germaanse volksstam de Katten/Catten die rond het begin van de jaartelling in het gebied gewoond zou hebben
- De naam zou komen van het woord caten/koten wat stond voor een klein, eenvoudig huis.

Drecht is een doorwaadbare plaats, een voorde.

## Openbaar vervoer
- Metrostation Rijnhaven (metrolijnen D en E) liggen aan de pols van het schiereiland.
- Stadsbuslijn 77 heeft het eindpunt op Katendrecht en verbindt de wijk met het metrostation Rijnhaven en met het Zuidplein.

## Geboren
- Simon Rozendaal, wetenschapsjournalist
- Johnny Hoes, zanger